# Portus Ilicitanus
El Portus Ilicitanus  fou un nucli urbà que feia les funcions de port a la colònia romana d'Ilici, moderna Elx. Es correspon amb total seguretat amb l'actual Santa Pola.

## Història
Era un dels ports més importants de la costa juntament amb el de Cartago Nova. S'hi han trobat vestigis d'un poblat iber, així com instal·lacions d'època romana (dels s. i al iv) en l'actual avinguda d'Ibarra. Aquesta cronologia coincideix amb la de la colònia romana d'Ilici, establerta el segle i aC, la qual tengué el seu moment d'esplendor el segle següent. Per tant, el naixement del port i el seu desenvolupament està estretament vinculat amb la història de la colònia romana d'Elx. Tot i això, i malgrat la seva dependència jurídica i administrativa, sembla que el port s'arribà a establir com a nucli poblacional amb entitat pròpia i una certa autonomia.
De les restes trobades al Parc del Palmerar es dedueix que el Portus Ilicitanus combinà les activitats habituals d'intercanvi de mercaderies amb una certa activitat industrial, la qual cosa justificaria el seu desenvolupament urbà.
Pel que fa a la cronologia, per bé que el desenvolupament del port data de l'Alt Imperi, la major part d'estructures excavades es corresponen al segle iv, de manera que el port, ben igual que la colònia, no acusà la crisi del segle iii. Més aviat, igual que la colònia, la decadència arribà el segle v. A aquesta data sembla que es refereixen dues notícies tardoantigues que, tot i que no esmenten explícitament el port, la historiografia moderna coincideix a vincular-l'hi. Sembla, doncs, que fou ací es va preparar l'any 460 la flota romana que l'emperador Majorià havia construït i botat per atacar els vàndals del nord d'Àfrica; però, assabentats aquests pels seus espies, la incendiaren al mateix port i Majorià hagué de tornar a Roma, on fou assassinat a causa del seu fracàs. Pot deduir-se per les fonts escrites, especialment de sant Isidor, que els visigots hi tenien almenys des de temps de Sisebut (612-621) una flota preparada, i s'ha suposat que Teodomir en fou l'almirall, si s'ha de jutjar pel testimoniatge de la Crònica mossàrab del 754, que al·ludeix al fet que aquest va repel·lir una invasió romana d'Orient amb la flota. En època medieval degué seguir en ús, però no n'hi ha dades clares.

## Jaciment arqueològic
El Portus Ilicitanus surt a la superfície de Santa Pola en diversos jaciments.

### Plaça dels aljubs
En aquesta plaça en una excavació d'urgència entre 1976 i 1977 es trobaren restes de magatzems i de dues basses en opus caementicium, de funció desconeguda, i també vestigis de murs d'habitatges i un pou. La cronologia d'aquestes troballes va del segle i aC al segle v, abandonada el segle vi.

### Avinguda Portus Ilicitanus
No lluny de l'anterior, entre 1982 i 1986 es documentà en diverses campanyes la presència d'habitatges i de magatzems vinculats al comerç portuari en una cronologia que abasta d'August al segle iv.

### Parc del Palmeral
Al parc del Palmerar es va trobar una gran vil·la romana suburbana amb rics paviments de mosaics geomètrics policroms. La major part d'aquestes troballes se situen en el segle iv, amb una fase corresponent al segle iii mal documentada.

### Polígon urbà de les Salines
Entre 1987 i 1990 una excavació en aquesta zona revelà la presència d'un complex dedicat a la producció de salaó, corresponent al segle iv. En el mateix emplaçament, és de destacar la troballa d'un assentament d'època ibèrica (segles v i iv aC).

### Necròpoli
A la rodalia del Portus Ilicitanus, entorn de l'actual plaça de la Diputació, s'ha trobat una gran necròpoli romana, semblant en cronologia a la de Tarragona (almenys del segle ii al v). És possible que n'hi haja una segona àrea funerària situada a l'oest de l'actual cementeri, on es tenen notícies de l'aparició d'almenys cinc sepultures, i es pot tractar fins i tot de la mateixa necròpoli, atès que entre ambdues zones hi ha tan sols 400 m.
Les inhumacions van aparèixer en àmfores, en fosses rectangulars, arrebossades i cobertes amb llosetes de pedra o maó, i en sarcòfags de pedra calcària sense decoració. El seu material arqueològic conegut és molt escàs (ja que se n'ha perdut molt o es troba en col·leccions privades) i es reparteix entre el Museu Arqueològic Nacional de Madrid i els museus arqueològics d'Alacant i Elx. Se'n coneixen un parell de pitxerets de fang comú, un trobat al costat d'un flascó de vidre i un got de tipus megàric, i una lluerna del segle iv. Molt probablement procedeix també d'ací un epígraf funerari dels segles ii-iii; és més dubtosa l'adscripció a aquest jaciment de la peça coneguda com a Sarcòfag de Proserpina. Pel que sembla se'n va trobar a la rodalia de la badia de Santa Pola allà pel segle xviii i aviat anà a parar al que seria Museu Arqueològic de Barcelona. És possible que la destinació final del sarcòfag no fos el Portus Ilicitanus, sinó més versemblantment Ilici, perquè l'acabat del magnífic alt relleu de marbre és datat de finals del segle ii per Garcia Bellido.